# Lukáš Novák
Lukáš Novák (* 1973 v Praze) je překladatel anglojazyčné literatury do českého jazyka a partner ve společnosti Litigo Communications.

## Život
V roce 1992 odmaturoval na Gymnáziu Botičská v Praze, v letech 1992–2000 vystudoval na Filozofické fakultě Univerzity Karlovy magisterský obor Český jazyk a literatura. Od roku 2008 se věnuje překladům z anglické umělecké literatury a divadelní tvorby. Od roku 1994 pracuje v oblasti public relations, v letech 2013–2017 působil jako poradce místopředsedy Poslanecké sněmovny Parlamentu ČR Petra Gazdíka. V roce 2016 založil společně s Richardem Štréglem společnost Litigo Communications, která se specializuje na oblast krizového PR. Od roku 2012 je předsedou správní rady Nadace Neziskovky.cz. Od roku 2017 je na Institutu marketingové komunikace a PR Fakulty sociálních věd UK lektorem kurzu Krizová komunikace a Litigation PR.

## Překlady
Přeložil přes 30 titulů anglicky psané prózy, poezie i divadelních her. Je překladatelem prací Simona Mawera, včetně kontroverzního románu Skleněný pokoj, který část rodiny Tugendhat odsoudila jako neetický.
Je držitelem ocenění Zlatá stuha, Výroční ceny Albatrosu, ceny Jiřího Levého a laureátem ceny Magnesia Litera 2015 za překlad sbírky poezie pro děti od Shela Silversteina s titulem Jen jestli si nevymejšlíš.
- Simon Mawer – Skleněný pokoj, Dívka, která spadla z nebe, Pražské jaro, Mendelův trpaslík
- Martin Crimp – Misantrop
- Neil LaBute – Pravé poledne
- Oscar Wilde – Není Filip jako Filip
- Helen FitzGeraldová – Pláč, Virál
- David Szalay – Co všechno je muž, Turbulence
- Karin Tidbecková – Sobí Hora, Amatka
- Ayobami Adebayová – Zůstaň se mnou
- Elif Batumanová – Idiot
- Danah Boydová – Je to složitější - Sociální život teenagerů na sociálních sítích
- Ethan Wagner – Sbírání umění: vášeň, investice a mnohem víc
- William Landay – Jacobova obhajoba
- Shel Silverstein – Jen jestli si nevymejšlíš
- Sophie Javna – 50 nápadů pro děti, jak přispět k záchraně planety
- Nick Laird – Glowerův omyl
- Deyan Sudjic – B jako Bauhaus
- Alain de Botton – Umění jako terapie